# Udiča
Udiča (hongrois : Vágudva) est un village de Slovaquie situé dans la région de Trenčín.

## Histoire
La première mention écrite du village date de 1321.

## Démographie

### Évolution de la population
| Année:               | 1994. | 2004.   | 2014.   | 2024.   |
| -------------------- | ----- | ------- | ------- | ------- |
| Nombre de personnes: | 2203  | 2234    | 2193    | 2249    |
| Différence:          |       | +1,40 % | -1,83 % | +2,55 % |

| Année:               | 2023. | 2024.   |
| -------------------- | ----- | ------- |
| Nombre de personnes: | 2228  | 2249    |
| Différence:          |       | +0,94 % |